# Нервы… Нервы…
«Не́рвы… Не́рвы…» — советский сатирический кинофильм 1972 года. Режиссёр: Вадим Зобин (режиссёрский дебют). Авторы сценария: Яков Костюковский и Морис Слободской.
Премьера на советском телевидении состоялась 10 декабря 1972 года. Больше ни разу фильм на телеэкранах не появлялся.

## Сюжет
Комедия в сатирическом стиле. Главный герой фильма — весёлый никогда не унывающий ремонтник Владик, всюду разъезжающий на самодельном мопеде с коляской. В результате аварии у него появляется нервный тик, выражающийся в подмигивании. Это подмигивание встречаемые героем люди воспринимают по-своему, по причине чего он попадает в различные забавные обстоятельства.
Невольным виновником случившегося с Вадиком ДТП стал местный чиновник коммунального хозяйства Фитюев, которого ранее и сам Вадик сбил на своём транспортном средстве, по причине чего Фитюев совсем не может говорить без заикания — только петь, причём под гитару. После повторной аварии чиновник от потрясения перестал заикаться, его карьера наконец-то пошла в гору. Вадик же спустя некоторое время попадает на мопеде в новое происшествие. Его жертвой становится местный стукач Преферансов. Очередное ДТП избавляет молодого человека от странного тика.

## В главных ролях
- Николай Корноухов — Преферансов
- Юрий Белов — милиционер
- Владимир Дубровский — Владик
- Николай Парфёнов — бюрократ[2] Фитюев
- Виктор Павлов — Зюзин
- Евгений Перов — Иван Васильевич
- Илья Рутберг — гипнотизёр
- Наталья Крачковская — сотрудница НИИ слабых токов[источник не указан 443 дня]
- Нина Маслова — Нина[источник не указан 443 дня], жена Эдика
- Ольга Сошникова — Людмила Иванова
- Нина Агапова — Анастасия Петровна[источник не указан 443 дня]
- Е. Бакрадзе — Эдик
- Пётр Щербаков — пациент-алкоголик[источник не указан 443 дня]

## Производство
Фильм снимался в апреле 1972 года в Симферополе. В частности, на улицах Гоголя, Ленина и Пушкина.

## Восприятие
Кинокритик журнала «Октябрь» Владимир Меженков оценил фильм весьма негативно, назвав поделкой. В частности, он отмечал неестественность происходящего на экране, банальность сюжетных ходов, а в завершении пространной рецензии писал: 
Комедия — это обязательно, чтобы кому-нибудь было смешно? Да? В таком случае позволительно узнать: как долго смеялись авторы над наивными телезрителями, которые, действительно соскучившись по хорошим комедиям, не догадались сразу же выключить свои телевизоры?В. П. Меженков